# کارملو بارونه
کارملو بارونه (ایتالیایی: Carmelo Barone؛ زادهٔ ۳ آوریل ۱۹۵۶) دوچرخه‌سوار اهل ایتالیا است. وی در بازی‌های المپیک تابستانی ۱۹۷۶ شرکت کرده است.